# Bacolod City
Bacolod City (Filipino: Lungsod ng Bacolod; Hiligaynon: Ciudad sang Bacolod) ist die Hauptstadt und größte Stadt der Provinz Negros Occidental auf Negros, der drittgrößten Insel der Philippinen. Die Stadt liegt etwa zehn Meter über dem Meer. Bacolod wird oft als „Stadt des Lächelns“ bezeichnet.
Der Name der Stadt leitet sich vom Wort „bakolod“ ab, das „Waldhügel“ bedeutet. Die Stadt war Zentrum des „Zuckerbooms“ in der zweiten Hälfte des 20. Jahrhunderts.
Im Jahr 2005 wurde sie zur saubersten und grünsten Stadt der Philippinen gekürt.

## Geschichte
Bacolod wurde 1770 von der spanischen Kolonialregierung an der Westküste der Insel Negros auf einem hügeligen Ort in dem heutigen Stadtbezirk Grenada gegründet. Der Name entstand aus dem Hiligaynon-Begriff „buklod“. Die Stadt wuchs auch durch die Zuckerraffinerie Bacolod Murcia Milling Company. Wanderarbeiter kamen aus Panay und Luzon, um in den Zuckerplantagen zu arbeiten.
Wegen Attacken und Überfällen islamischer Piraten aus Mindanao musste die Stadt weiter an die nördliche Küste verlegt und befestigt werden.
1894 forderten der damalige Gouverneur-General Claveria und der Insel-Gouverneur Manuel Valdevieso Morquecho die Ernennung der Stadt Bacolod als Hauptstadt der damaligen Provinz Negros. Bernardino de los Santos wurde als erster Bürgermeister gewählt und der Ordensbruder Fray Julian Gonzaga das Kirchenoberhaupt der Stadt.
Während der Philippinischen Revolution in Luzon machten die Revolucionarios auf der Insel Negros ihre eigene Revolution. Spannungen zwischen den Einheimischen und den Kolonialherrschern entstanden durch die Führung von den Generälen Aniceto Lacson und Juan Araneta. 1897 wurde die „Schlacht um Bacolod“ am Matab-ang-Fluss geschlagen. Am 5. November 1898 wurde die spanische Armee, geführt von Coronel Isidro de Castro y Cisneros, besiegt. Nach dem Sieg gründeten die Revolucionarios die kurzlebige „Provisorische Republik von Negros“ in der Stadt.
Im März 1899 wurde Bacolod sowie der Rest der Insel von der amerikanischen Besatzungsarmee übernommen. Im Zweiten Weltkrieg überfiel die Kaiserlich Japanische Armee die Stadt. Sie wurde erst am 29. Mai 1945 befreit. 1947–1949 wurde die zerstörte Stadt unter Führung des damaligen Bürgermeisters Vicente T. Remitio in kurzer Zeit wieder aufgebaut.
Seit dem 19. Oktober 1938 wird Bacolod, laut Commonwealth Act No. 326, als unabhängige Stadt auf den Philippinen anerkannt.

## Kultur
Hiligaynon ist die häufig gesprochene Sprache, daneben wird Kinaray-a, Tagalog, Mandarin und Englisch gesprochen. Die Bevölkerung von Bacolod und der restlichen Provinz sind überwiegend Nachfahren von Zuwanderern von der Insel Panay. Vor allem haben der blühende Handel und die Jahre des „Zuckerbooms“ viele Arbeitsmigranten angelockt. Auch chinesischstämmige Filipinos und Nachfahren spanischer Mestizen sind hier stark präsent.
Jährlich wird die Gründung der Stadt durch das MassKara-Festival am 19. Oktober gefeiert. Die ganze Stadt wird farbenfroh geschmückt und etliche Tanzgruppen präsentieren sich mit lächelnden Masken und farbenprächtigen Kostümen.

## Wirtschaft
Seit der zweiten Hälfte des 20. Jahrhunderts gehörte Bacolod zu den heranwachsenden Metropolen des Landes. Die Stadt hat eine lange Geschichte von Tradition und Handel, Schiffstransport und Zuckerindustrie. Sie gilt als Ausgangspunkt für alle Touristenziele in der Provinz. Das Wirtschaftswachstum der Stadt ist größer als in Iloilo City, Naga, Cagayan de Oro und anderen Großstädten auf den Philippinen. Auslandsinvestitionen vermehren sich in Bacolod wesentlich schneller als in anderen Metropolen in der Region: TeleTech, Convergy’s Philippines, IO Asia und Focus Pacific. Das wird auf die gut ausgebaute Infrastruktur der Stadt und den gehobenen Lebensstandard in der Region zurückgeführt. Bacolod besitzt eine moderne Hafenanlage, ein Sportstadion und etliche Krankenhäuser mit internationalem Standard.
Im Januar 2009 wurde der neue Bacolod-Silay City International Airport 15 Kilometer nordöstlich der Stadt eröffnet.
Der angesehene Goldenfield Commercial Complex bietet ein amüsantes Nachtleben mit zahlreichen Bars, Hotels, Discos und Restaurants.
Viele Wirtschaftsexperten sehen Bacolod als den nächsten Hotspot für die Callcenter- und Informationstechnikindustrie auf den Philippinen. Mehr als 20 Prozent aller philippinischen Firmen und Großbetriebe sind hier vertreten. Viele nationale Veranstaltungen und Kongresse finden jährlich in Bacolod statt.

## Geographie

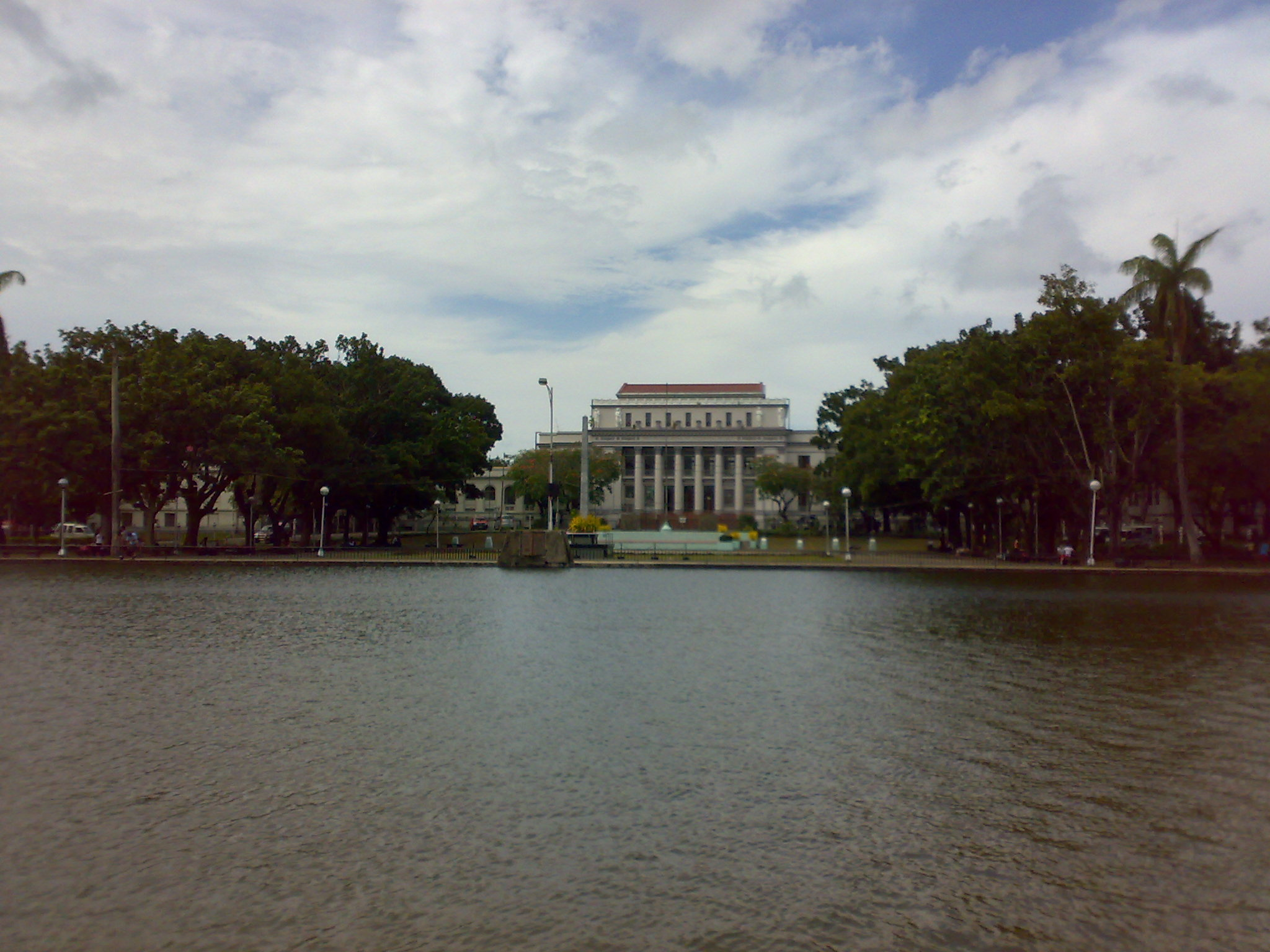
Der Capitol Park in Balocod City

Bacolod wird politisch in 61 Barangays unterteilt:
| - Alangilan - Alijis - Banago - Barangay 1 - Barangay 2 - Barangay 3 - Barangay 4 - Barangay 5 - Barangay 6 - Barangay 7 - Barangay 8 - Barangay 9 - Barangay 10 - Barangay 11 - Barangay 12 - Barangay 13 | - Barangay 14 - Barangay 15 - Barangay 16 - Barangay 17 - Barangay 18 - Barangay 19 - Barangay 20 - Barangay 21 - Barangay 22 - Barangay 23 - Barangay 24 - Barangay 25 - Barangay 26 - Barangay 27 - Barangay 28 | - Barangay 29 - Barangay 30 - Barangay 31 - Barangay 32 - Barangay 33 - Barangay 34 - Barangay 35 - Barangay 36 - Barangay 37 - Barangay 38 - Barangay 39 - Barangay 40 - Barangay 41 - Bata - Cabug | - Estefania - Felisa - Granada - Handumanan - Mandalagan - Mansilingan - Montevista - Pahanocoy - Punta Taytay - Singcang-Airport - Sum-ag - Taculing - Tangub - Villamonte - Vista Alegre |

## Söhne und Töchter der Stadt
- Bobby Enriquez (1943–1996), Jazz-Pianist